# Nenad Nerandžić
Nenad Nerandžić (in serbo Ненад Неранџић?; Belgrado, 19 giugno 1996) è un cestista serbo.

## Palmarès
- Campionato bosniaco: 1

Igokea: 2022-23
- Coppa di Bosnia ed Erzegovina: 1

Igokea: 2023